# Cluny (Frankrijk)
Cluny is een stad en gemeente in het Franse departement Saône-et-Loire, regio Bourgogne-Franche-Comté. De gemeente telde 4.980 inwoners op 1 januari 2022. De oppervlakte van de gemeente bedraagt 23,71 km².

## Geografie
De oppervlakte van Cluny bedroeg op 1 januari 2022 23,71 vierkante kilometer; de bevolkingsdichtheid was toen 210 inwoners per km².

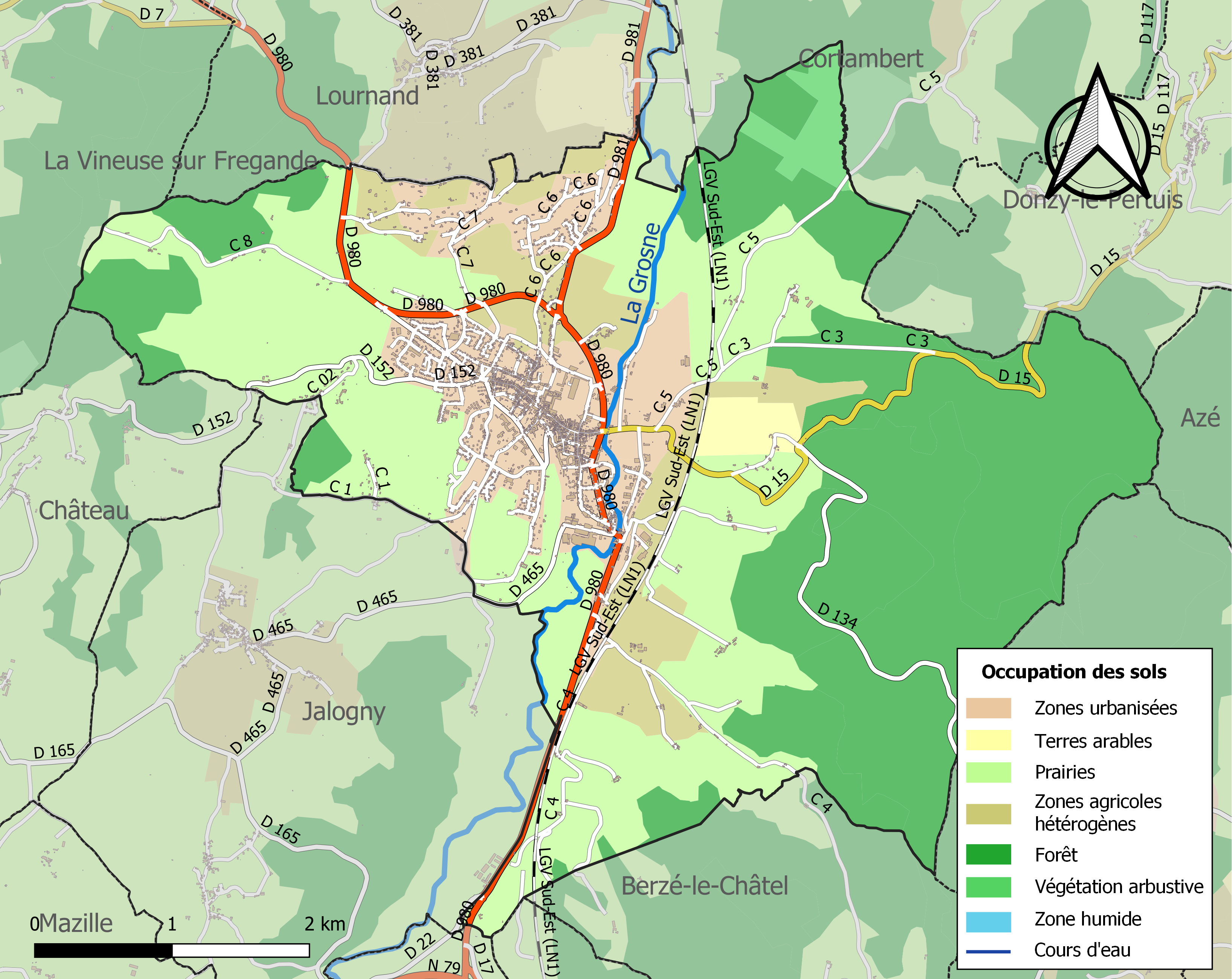
Kaart van de gemeente met de belangrijkste infrastructuur, bodemgebruik en omliggende gemeenten

## Demografie
Onderstaande figuur toont het verloop van het inwonertal (bron: INSEE-tellingen).

## De beweging van Cluny

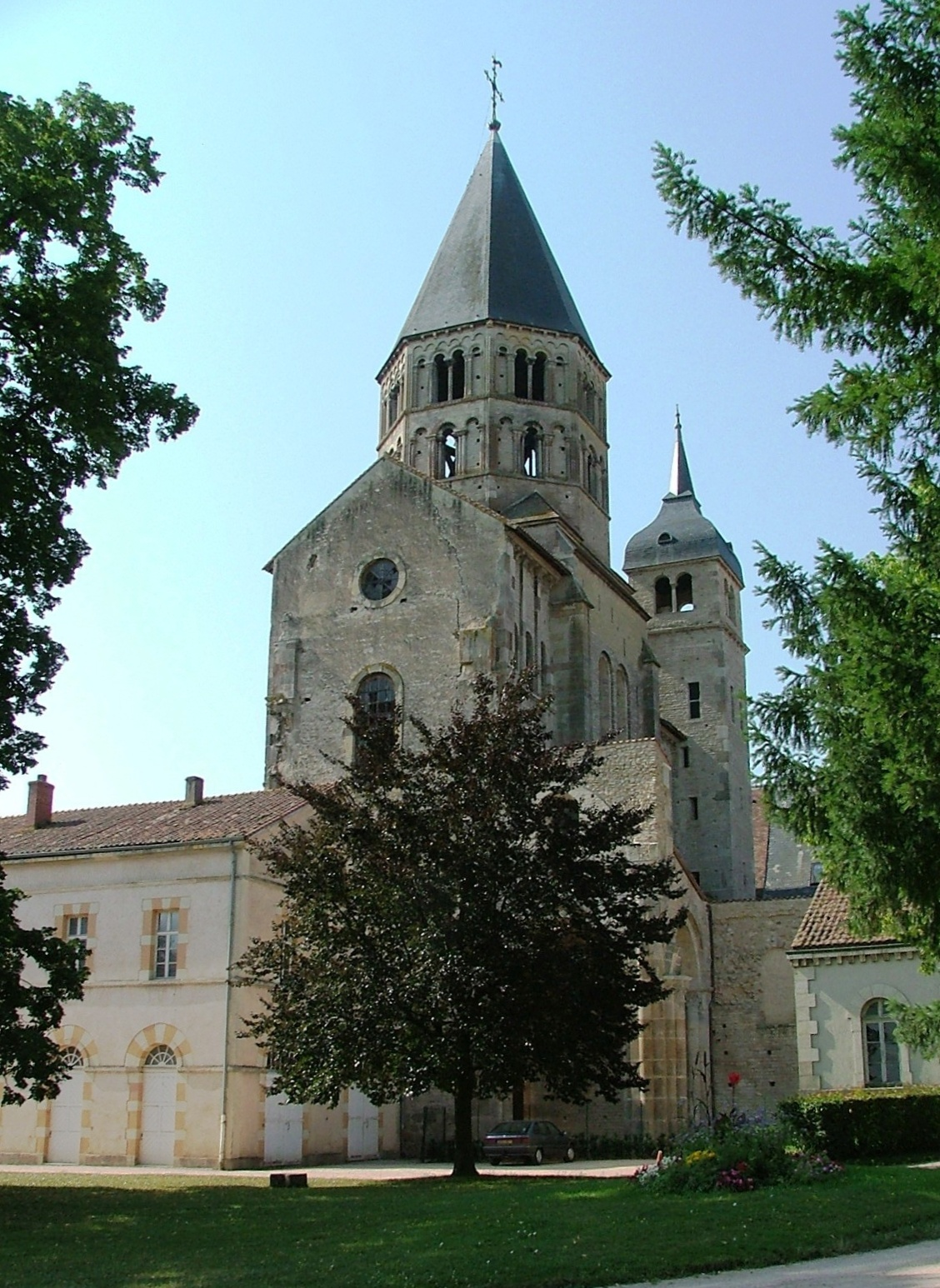
Overblijfselen van de abdij van Cluny

Cluny is bekend geworden vanwege de orde van Cluny, die in de middeleeuwen een zeer grote invloed had op het religieuze, politieke en artistieke leven in West-Europa. Het benedictijnenklooster, de abdij van Cluny, werd gesticht in 910, en was het middelpunt van een machtige kloosterhervormingsbeweging. Het klooster kwam rechtstreeks onder toezicht van de paus; zo was men onafhankelijk van zowel de wereldlijke machthebbers als de bisschoppen. Het geheel was een nieuwe vorm van vroomheid doordat men zich hield aan de gedachten van Benedictus van Nursia.

## Bezienswaardigheden

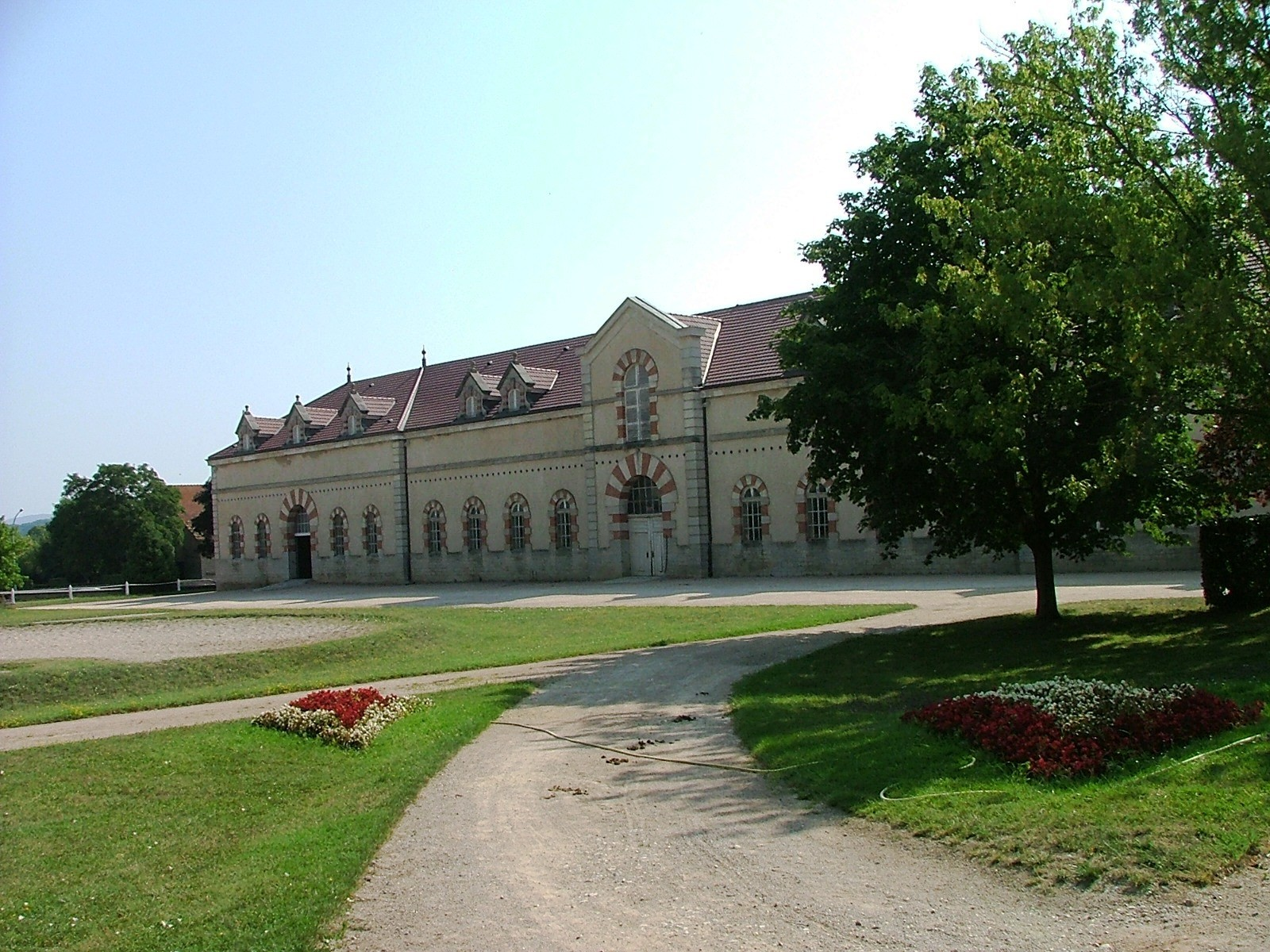
Haras National

De abdijgebouwen van de abdij van Cluny werden tussen 1798 en 1823 grotendeels gesloopt. Van de kloosterkerk is alleen het transept met twee torens over. Het Musée d'Art et d'Archéologie is gevestigd in de voormalige abtswoning en heeft een collectie met overblijfselen van de abdij, waaronder sculpturen en architectonische elementen.
In het oude centrum van Cluny staan enkele huizen in romaanse stijl.
De Haras National de Bourgogne is een stoeterij die gebouwd werd onder Napoleon.